# The Devil's Carnival
The Devil's Carnival é um curta-metragem musical de 2012. Dirigido por Darren Lynn Bousman e estrelado por Sean Patrick Flanery, Briana Evigan, Jessica Lowndes, Paul Sorvino, Emilie Autumn e Terrance Zdunich, o filme marca a segunda colaboração entre Bousman e Zdunich após Repo! The Genetic Opera.